# Juha Rissanen
Juha Rissanen (Kuopio, 13 november 1958) is een voormalig profvoetballer uit Finland, die speelde als verdediger gedurende zijn carrière. Hij beëindigde zijn actieve loopbaan in 1985 bij de Finse club Koparit Kuopio.

## Interlandcarrière
Rissanen, bijgenaamd Juhi, kwam in totaal acht keer uit voor de nationale ploeg van Finland in de periode 1979–1980. Hij maakte zijn debuut voor de Finse ploeg onder leiding van bondscoach Jiří Pešek op 7 juni 1979 in de olympische kwalificatiewedstrijd tegen Denemarken (4-1-overwinning) in Kotka. Rissanen nam een jaar later met de Finse olympische selectie deel aan de Olympische Spelen in Moskou, waar de ploeg werd uitgeschakeld in de eerste ronde.

## Erelijst
KuPS Kuopio
- Fins landskampioen

1976